# Cleveland Browns 1995
La stagione 1995 dei Cleveland Browns è stata la 46ª della franchigia nella National Football League. Dopo avere terminato con un record di 11-5 nel 1994 sotto la direzione del capo-allenatore Bill Belichick e avere vinto la prima partita di playoff dal 1989, i Browns erano ritenuti da molti analisti come una delle favorite per raggiungere il loro primo Super Bowl. La squadra vinse tre delle prime quattro partite e si trovò su un record di 4-4 a metà stagione.
Il giorno dopo che i Browns fecero registrare la loro quinta sconfitta, un netto 37–10 contro gli Oilers, il proprietario Art Modell annunciò che avrebbe trasferito il club a Baltimora. Sconvolta dalla notizia, la squadra collassò e vinse solo una delle ultime sette partite e Belichick fu licenziato. Come parte dell'accordo che permise a Modell il trasferimento, alla città di Cleveland fu concesso di conservare il logo dei Browns, la storia della franchigia e i trofei. In cambio, a Modell fu concessa una nuova franchigia, i Baltimore Ravens. Mentre a Modell fu concesso di rilevare i vecchi contratti dei giocatori dai Browns, oltre che la maggior parte dell'organizzazione, i Ravens furono altresì considerati un expansion team. La NFL acconsentì che Cleveland ricevesse una franchigia una volta che fosse stato costruito un nuovo stadio. Ciò avvenne nel 1999 sotto una nuova proprietà. I Browns furono ricostruiti tramite un expansion draft ma per il resto furono una diretta prosecuzione della franchigia nata nel 1946.

## Calendario
| Stagione regolare |                    |                         |                    |                    |                                |                    |                    |
| Turno             | Data               | Avversario              | Risultato          | Record             | Stadio                         | Pubblico           | Sintesi            |
| 1                 | 3 settembre        | at New England Patriots | S 14–17            | 0–1                | Foxboro Stadium                | 60,126             | Recap              |
| 2                 | 10 settembre       | Tampa Bay Buccaneers    | V 22–6             | 1–1                | Cleveland Municipal Stadium    | 61,083             | Recap              |
| 3                 | 17 settembre       | at Houston Oilers       | V 14–7             | 2–1                | Houston Astrodome              | 36,077             | Recap              |
| 4                 | 24 settembre       | Kansas City Chiefs      | V 35–17            | 3–1                | Cleveland Municipal Stadium    | 74,280             | Recap              |
| 5                 | 2 ottobre          | Buffalo Bills           | S 19–22            | 3–2                | Cleveland Municipal Stadium    | 76,211             | Recap              |
| 6                 | 8 ottobre          | at Detroit Lions        | S 20–38            | 3–3                | Pontiac Silverdome             | 74,171             | Recap              |
| 7                 | Settimana di pausa | Settimana di pausa      | Settimana di pausa | Settimana di pausa | Settimana di pausa             | Settimana di pausa | Settimana di pausa |
| 8                 | 22 ottobre         | Jacksonville Jaguars    | S 15–23            | 3–4                | Cleveland Municipal Stadium    | 64,405             | Recap              |
| 9                 | 29 ottobre         | at Cincinnati Bengals   | V 29–26 (dts)      | 4–4                | Riverfront Stadium             | 58,639             | Recap              |
| 10                | 5 novembre         | Houston Oilers          | S 10–37            | 4–5                | Cleveland Municipal Stadium    | 57,881             | Recap              |
| 11                | 13 novembre        | at Pittsburgh Steelers  | S 3–20             | 4–6                | Three Rivers Stadium           | 58,675             | Recap              |
| 12                | 19 novembre        | Green Bay Packers       | S 20–31            | 4–7                | Cleveland Municipal Stadium    | 55,388             | Recap              |
| 13                | 26 novembre        | Pittsburgh Steelers     | S 17–20            | 4–8                | Cleveland Municipal Stadium    | 67,269             | Recap              |
| 14                | 3 dicembre         | at San Diego Chargers   | S 13–31            | 4–9                | Jack Murphy Stadium            | 56,358             | Recap              |
| 15                | 9 dicembre         | at Minnesota Vikings    | S 11–27            | 4–10               | Hubert H. Humphrey Metrodome   | 47,984             | Recap              |
| 16                | 17 dicembre        | Cincinnati Bengals      | V 26–10            | 5–10               | Cleveland Municipal Stadium    | 55,875             | Recap              |
| 17                | 24 dicembre        | at Jacksonville Jaguars | S 21–24            | 5–11               | Jacksonville Municipal Stadium | 66,007             | Recap              |

Note: gli avversari della propria division sono in grassetto.

## Classifiche
| AFC Central             |    |    |   |      |     |     |     |
|                         | V  | S  | P | %    | PF  | PS  | STR |
| (2) Pittsburgh Steelers | 11 | 5  | 0 | .688 | 407 | 327 | S1  |
| Cincinnati Bengals      | 7  | 9  | 0 | .438 | 349 | 374 | V1  |
| Houston Oilers          | 7  | 9  | 0 | .438 | 348 | 324 | V2  |
| Cleveland Browns        | 5  | 11 | 0 | .313 | 289 | 356 | S1  |
| Jacksonville Jaguars    | 4  | 12 | 0 | .250 | 275 | 404 | V1  |